# Respectable
Respectable ist eine sechsteilige Comedy-Serie aus dem Jahr 2006, für die Shaun Pye, Alan Connor und Harry Thompson die Drehbücher schrieben.
Die Serie lief ab dem 10. November 2007 auf dem deutschen Sender Comedy Central.

## Handlung
Die Handlung erzählt von Michael Price, der sich in seiner lieblosen Ehe gefangen fühlt. In der ersten Episode besucht er zögernd ein Vorstadt-Bordell. Vor eigentlichem Sex zurückschreckend, entwickelt sich ein platonisches Verhältnis zu der hübschen Prostituierten Hayley, in die er sich verliebt. Die Serie beschreibt diese Beziehung und zeigt darüber hinaus Michaels Anstrengungen, seine Bordellbesuche vor seiner Frau geheim zu halten. Das wird noch durch den Umstand erschwert, dass auch sein Handwerker, Barry, ein häufiger und hemmungsloser Gast des Bordells ist.
Jodi Albert spielt die naive aber herzensgute Hayley. Außerdem arbeiten im Etablissement Kate, eine Studentin, die Besitzerin Maureen, eine schon etwas ältere Dame, die behauptet, 27 Jahre alt zu sein und Yelena, eine dominante Serbin.

## Kritiken
In Großbritannien gab es schon vor Ausstrahlung der ersten Episode Proteste von Frauenorganisationen, durch Respectable werde die Sexindustrie verharmlost. Die Produzenten verteidigten sich, dass es nicht Aufgabe von Sitcoms sei, eine realistische Beschreibung des Lebens darzustellen.

„Freche britische Satire über Doppelmoral und die Tristesse der Ehe und des Alterns. Die Autoren Shaun Pye und Harry Thompson glänzen mit viel Wortwitz“

„Sechs Episoden voll offenherzig-sympathischer Gags, schräger Figuren und originäller Einfälle. Dafür aber in durchschnittlicher DVD-Qualität.“